# Мани (муниципалитет)
Мани́ (исп. Maní) — муниципалитет в Мексике, штат Юкатан, с административным центром в одноимённом посёлке. Численность населения, по данным переписи 2010 года, составила 5250 человек.

## Общие сведения
Название Maní с майянского языка можно перевести как там, где всё произошло.
Площадь муниципалитета равна 127 км², что составляет 0,32 % от общей площади штата, а максимальная высота равна 20 метрам над уровнем моря.
Он граничит с другими муниципалитетами Юкатана: на севере c Мамой, на востоке с Чумаэлем и Теабо, на юге с Текашем и Ошкуцкабом, и на западе с Цаном.

## Учреждение и состав
Муниципалитет был образован в 1900 году, но его границы менялись до 1931 года. В 2010 году в его состав входило 12 населённых пунктов, самые крупные из которых:
| Код INEGI                  | Населённый пункт                                                          | Численность населения (2005 год) | Численность населения (2010 год) |
| -------------------------- | ------------------------------------------------------------------------- | -------------------------------- | -------------------------------- |
| 047                        | Всего                                                                     | 4867                             | 5250                             |
| 0001                       | Мани (исп. Maní) 20°23′11″ с. ш. 89°23′25″ з. д. (административный центр) | 3915                             | 4146                             |
| 0009                       | Типикаль (исп. Tipikal) 20°24′25″ с. ш. 89°20′37″ з. д.                   | 921                              | 951                              |
| 0058                       | Посо-Нуэве (исп. Pozo Nueve) 20°19′18″ с. ш. 89°24′06″ з. д.              | —                                | 111                              |
| —                          | Прочие                                                                    | 31                               | 42                               |
| Названия на карте Генштаба |                                                                           |                                  |                                  |

## Экономика
По статистическим данным 2000 года, работоспособное население занято по секторам экономики в следующих пропорциях:
- сельское хозяйство и скотоводство — 46,7 %;
- производство и строительство — 31,5 %;
- торговля, сферы услуг и туризма — 21,5 %;
- безработные — 0,3 %.

## Инфраструктура
По статистическим данным 2010 года, инфраструктура развита следующим образом:
- протяжённость дорог: 35,4 км;
- электрификация: 97,1 %;
- водоснабжение: 97,2 %;
- водоотведение: 66,1 %.

## Достопримечательности
В муниципалитете можно посетить:
- несколько бывших монастырей;
- церковь Святого Михаила XVI века, реконструкция которой началась в 2001 году;
- церковь Марии Магдалины XVI века;
- а также несколько часовен XVIII века.

## Фотографии

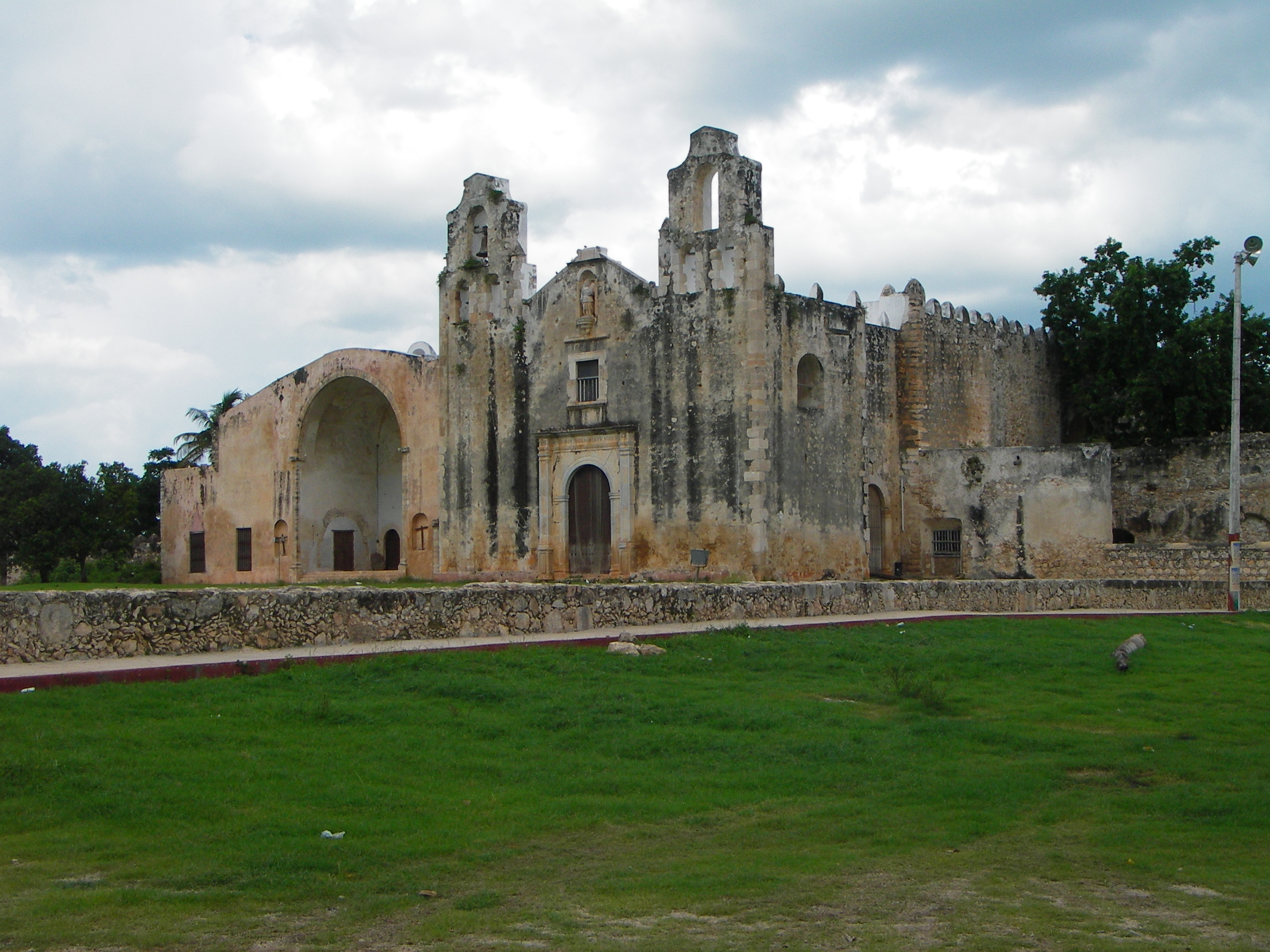
Церковь Архангела Михаила в Мани
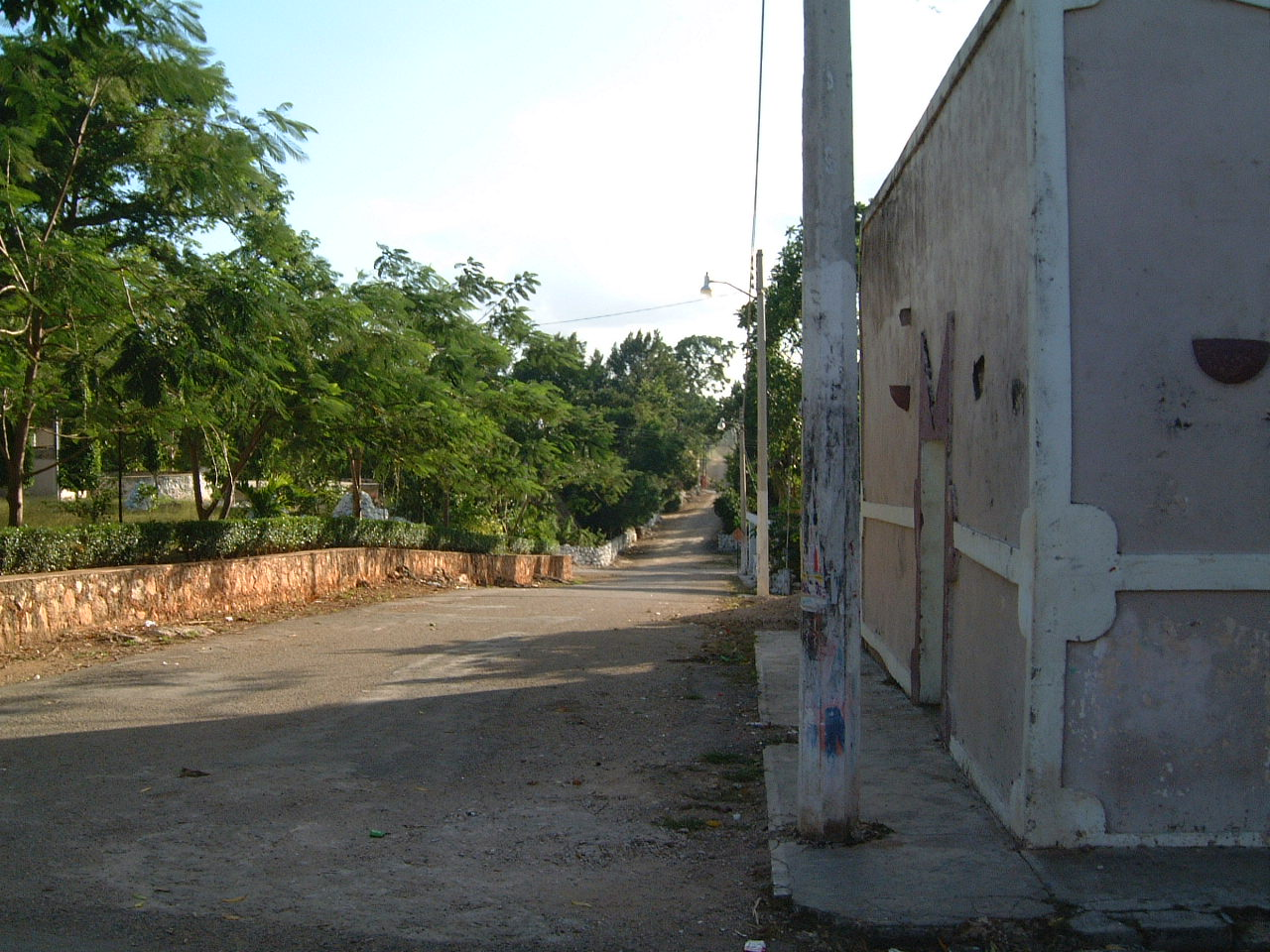
Улица в Мани
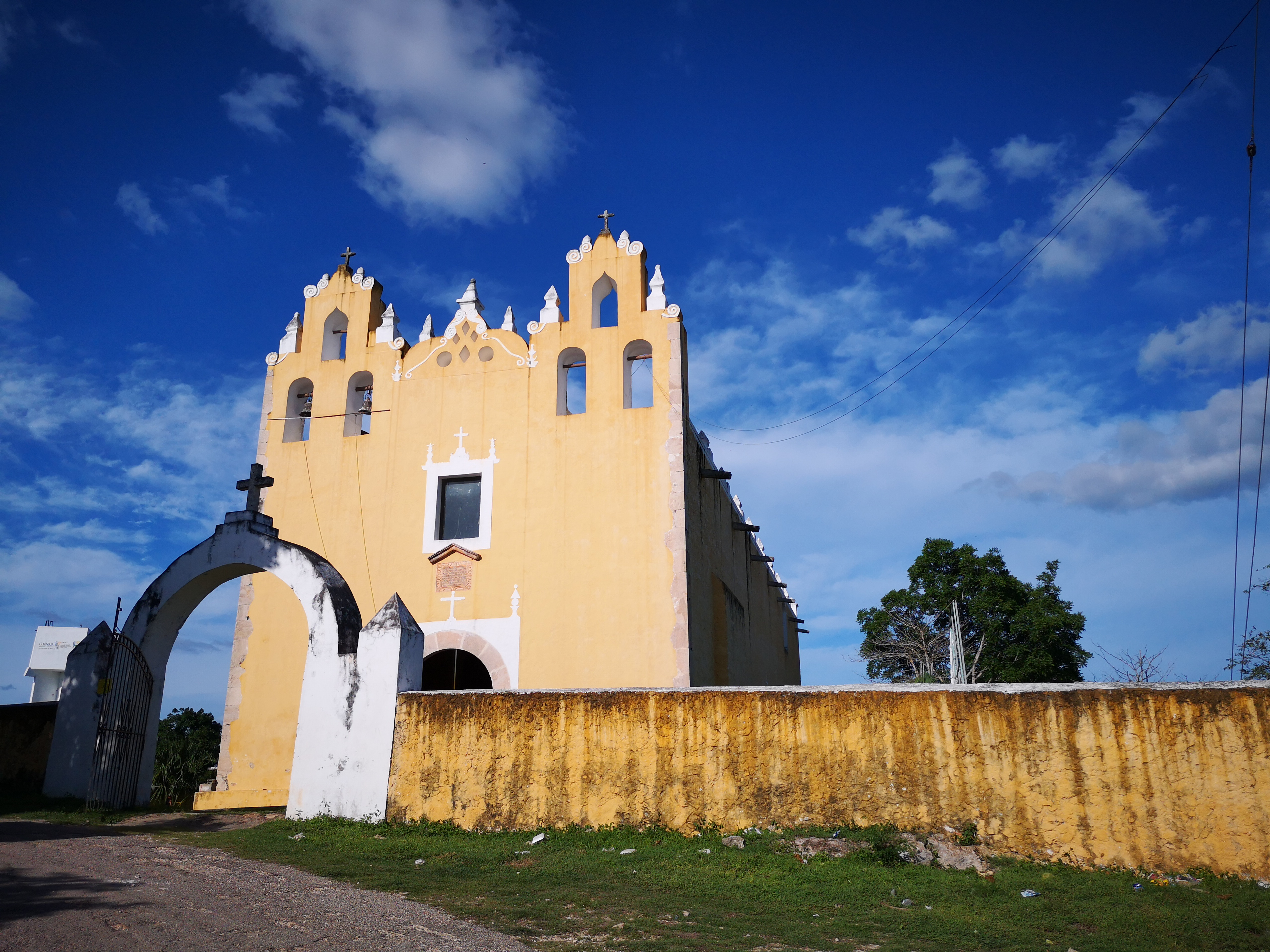
Церковь Марии Магдалины в Типикале